# Geórgia Cattani
Geórgia Zanluca Cattani  (Curitiba, 9 de março de 1997) é uma voleibolista indoor brasileira, atuante na posição Líbero, com marca de alcance de 290 cm no ataque e 272 no bloqueio, que atuando por clubes conquistou a medalha de prata no Campeonato Mundial de Clubes de 2018 na China.

## Carreira
Revelada nas categorias de base do Minas Tênis Náutico Clube conquistou o título da Liga Nacional Sub-23 de 2015 e no mesmo ano disputou na Argentina a Superliga Metropolitana de Vôlei, no qual finalizou na quarta colocação.
Integrou o elenco profissional do Camponesa/Minas  na jornada esportiva 2017-18conquistando a medalha de prata na Supercopa Brasil de 2017e o título do Campeonato Mineiro de 2017.Renovou com mesmo clube para temporada 2018-19 e sagrou-se bicampeã da edição do Campeonato Mineiro de 2018 e disputou a edição do Campeonato Mundial de Clubes de 2018 realizado em Shaoxing e conquistou a medalha de prata.
Pelo Itambé/Minas conquistou o título da Copa Brasil de 2019 realizada em Gramado e foi bicampeã do Campeonato Sul-Americano de Clubes de 2019 realizado novamente em Belo Horizonte;e contribuiu para conquista do clube do título da Superliga Brasileira 2018-19
Depois de anunciar a retirada das quadras, ela reconsiderou sua decisão e está defendendo o Curitiba Vôlei na temporada 2019/2020.

## Títulos e resultados
- Superliga Brasileira Aː2018-19
- Copa Brasil:2019[9]
- Campeonato Mineiro:2018[6]
- Supercopa Brasileira de Voleibolː2017[4]
- Campeonato Mineiro:2017[5]
- Taça Paraná Juvenil:2016
- Liga Nacional Sub-23:2015[2]
- Liga Nacional Sub-23:2015[1]

## Premiações individuais
[carece de fontes?].